# Interoppia sufflata
Interoppia sufflata är en kvalsterart som först beskrevs av Franklin och Woas 1992.  Interoppia sufflata ingår i släktet Interoppia och familjen Granuloppiidae. Inga underarter finns listade i Catalogue of Life.